# Marcus Beresford (évêque)
Pour les articles homonymes, voir Beresford.
Marcus Gervais Beresford (14 février 1801 - 26 décembre 1885) est évêque de l'Église d'Irlande de Kilmore, Elphin et Ardagh de 1854 à 1862 et archevêque d'Armagh et primat de toute l'Irlande de 1862 jusqu'à sa mort.

## Jeunesse
Il est né en 1801 à la Custom House de Dublin, maison de son grand-père, John Beresford, membre du Parlement. Il est un arrière-petit-fils de Marcus Beresford (1er comte de Tyrone) et le deuxième fils de George Beresford, évêque de Kilmore puis de Kilmore et Ardagh, et de son épouse Frances, fille de Gervase Parker Bushe et nièce de Henry Grattan ,. Il appartient à une famille "connectée depuis des générations avec la plus haute dignité et le plus haut pouvoir au sein de l'administration civile et ecclésiastique de l'Irlande" .
Il étudie à la Richmond School sous la direction de M. Tate et au Trinity College de Cambridge. Il obtient son baccalauréat en 1824, sa maîtrise en 1828 et sa DD en 1840. Il obtient plus tard le diplôme de docteur en droit civil d'Oxford en 1864 .

## Carrière
En 1824, il est ordonné diacre et prêtre en 1825 et est rapidement nommé recteur de Kildallon, comté de Cavan, paroisse du diocèse de son père, Kilmore. Trois ans plus tard, il est nommé aux vicariats de Drung et Larah dans le même diocèse, bénéfices qu'il conserve jusqu'en 1839, date à laquelle il devient archidiacre d'Ardagh lorsque Ardagh est uni à Kilmore, Mgr Leslie lui succéda, mais à sa mort, en 1854, Beresford suit les traces de son père en tant qu'évêque de Kilmore et Ardagh et est consacré à la cathédrale d'Armagh le 24 septembre 1854 .
En 1862, à la suite du décès de son cousin, John George Beresford, il est transféré pour lui succéder en tant qu'archevêque d'Armagh et primat de toute l'Irlande, tenant également le siège de Clogher. En tant qu'archevêque, Beresford est nommé au Conseil privé d'Irlande et est Lord justice pour le gouvernement irlandais en l'absence du Lord lieutenant d'Irlande .
Au sein de l’Eglise, Beresford acquiert la réputation d’être un homme d’État lors des tempêtes provoquées par les mesures prises par William Ewart Gladstone pour la Séparation de l'Église et de l'État en Irlande, jouant ainsi un rôle important dans les négociations, puis après, eu la tâche difficile de reconstituer l'église .
Beresford meurt à Armagh le 26 décembre 1885 et est enterré dans Cathédrale Saint-Patrick de Dublin .

## Mariage et descendance
Le 25 octobre 1824, il épouse Mary, fille de Henry L'Estrange de Moystown et de la veuve de RE Digby de Geashill. Ils ont deux fils et trois filles: Charlotte Henrietta Beresford (décédée en 1884), Mary Emily Beresford (décédée en 1858), George De la Poer Beresford (1831-1906) et le major Henry Marcus Beresford (1835-1895) ,.
La première épouse de Beresford meurt en 1845. Le 6 juin 1850, il épouse Elizabeth, fille de James Trail-Kennedy d'Annadale (comté de Down) et de la veuve de Robert George Bonford de Rahenstown (comté de Meath) ,.